# Oxydia vespertilio
Oxydia vespertilio är en fjärilsart som beskrevs av W. Warren 1906. Oxydia vespertilio ingår i släktet Oxydia och familjen mätare. Inga underarter finns listade i Catalogue of Life.